# 死語の一覧
死語の一覧（しごのいちらん）では、一般に自然言語のなかで日常話者が存在しなくなった言語、すなわち言語としての死語を地域ごとにまとめた記事を挙げる。
それぞれ以下の記事を参照のこと。
- アフリカの死語の一覧
- アジアの死語の一覧
- 中央アメリカとカリブ海の死語の一覧（英語版）
- ヨーロッパの死語の一覧（英語版）
- 北アメリカの死語の一覧（英語版）
- 南アメリカの死語の一覧（英語版）